# Томашка (река)

Томашка — река в России, протекает в Вологодской области, в Тарногском и Нюксенском районах. Устье реки находится в 68 км по левому берегу реки Уфтюга. Длина реки составляет 17 км.
Исток реки в юго-восточной оконечности обширного Лосевицкого болота близ границы с Архангельской областью в 30 км к юго-западу от посёлка Лойга. Река течёт по заболоченным лесам на юго-запад, перед впадением в Уфтюгу поворачивает на запад. Населённых пунктов по берегам нет.

## Данные водного реестра
По данным государственного водного реестра России относится к Двинско-Печорскому бассейновому округу, водохозяйственный участок реки — Северная Двина от начала реки до впадения реки Вычегда, без рек Юг и Сухона (от истока до Кубенского гидроузла), речной подбассейн реки — Сухона. Речной бассейн реки — Северная Двина.
По данным геоинформационной системы водохозяйственного районирования территории РФ, подготовленной Федеральным агентством водных ресурсов:
- Код водного объекта в государственном водном реестре — 03020100312103000009098
- Код по гидрологической изученности (ГИ) — 103000909
- Код бассейна — 03.02.01.003
- Номер тома по ГИ — 03
- Выпуск по ГИ — 0